# سولارمکس
ماهواره مأموریت بیشینه خورشیدی (انگلیسی: Solar Maximum Mission) (یا سولارمکس
SolarMax) برای بررسی پدیده‌های خورشید، به‌ویژه شراره خورشیدی طراحی شده بود. این ماهواره در ۱۴ فوریه ۱۹۸۰ به فضا پرتاب شد. SMM نخستین ماهواره‌ای بود که بر پایه سکوی ماهواره چندماموریته مدولار ساخته شده توسط صنایع فیرچایلد طراحی شد؛ سکویی که بعدها در لندست ۴ و لندست ۵ و همچنین در ماهواره پژوهش جو بالا مورد استفاده قرار گرفت.
پس از خرابی کنترل وضعیت فضاپیما در نوامبر ۱۹۸۰، این ماهواره به حالت آماده‌باش منتقل شد و تا آوریل ۱۹۸۴ که در طی یک مأموریت شاتل تعمیر شد، در این وضعیت باقی ماند.
مأموریت بیشینه خورشیدی در ۲ دسامبر ۱۹۸۹ پایان یافت، زمانی که فضاپیما ورود به جو زمین را تجربه کرد و بر فراز اقیانوس هند سوخت.

## ابزارها
| نام                                                                                         | هدف                                  | پژوهشگر اصلی                                                                                                |
| ------------------------------------------------------------------------------------------- | ------------------------------------ | --- |
| تاج‌نگار/پولاریمتر: ۴۴۶٫۵–۶۵۸٫۳ نانومتر، ۱٫۵–۶ شعاع خورشیدی میدان دید، ۶٫۴ ثانیه قوسی وضوح   | تاج خورشیدی، فوران‌ها و شراره‌ها       | هاوس، لوئیس ال. رصدخانه ارتفاع بالا                                                                         |
| طیف‌سنج و پولاریمتر فرابنفش: ۱۷۵٫۰–۳۶۰٫۰ نانومتر، تصویرگر رستر، ۰٫۰۰۴ نانومتر وضوح طیفی      | فرابنفش خورشیدی، زمین's اتمسفر       | تاندبرگ-هانسن، اینار آ.، ناسا مرکز پروازهای فضایی مارشال                                                    |
| پلی‌کروماتور پرتو ایکس نرم: تصویرگر رستر، طیف‌سنج بلوری در بازه ۰٫۱۴–۲٫۲۵ نانومتر             | شراره‌های خورشیدی، مناطق فعال خورشیدی | لورن آکتون، شرکت لاکهید، کالهن، جی کالج دانشگاهی لندن، لئونارد، گابریل، آلن-هنری، آزمایشگاه رادرفورد اپلتون |
| طیف‌سنج تصویرگر پرتو ایکس سخت: میدان دید ۶٫۴ دقیقه قوسی، ۸ یا ۳۲ ثانیه قوسی وضوح، 3.5–30 keV | مناطق فعال خورشیدی و شراره‌ها         | دی یاگر، کورنلیس، دانشگاه اوترخت                                                                            |
| طیف‌سنج شراره‌های پرتو ایکس سخت: CsI(Na)، ۱۵ کانال انرژی در بازه 20–260 keV                   | شراره‌ها و مناطق فعال خورشیدی         | فراست، کنت جی.، مرکز پروازهای فضایی گادرد                                                                   |
| طیف‌سنج پرتو گاما: NaI(T1)، ۰٫۰۱–۱۰۰ MeV در ۴۷۶ کانال، ۱۶٫۴ ثانیه برای هر طیف                | پرتوهای گامای خورشیدی                | چاپ، ادوارد ال. دانشگاه نیوهمپشایر                                                                          |
| فعال‌سنج تابشی حفره‌ای: ۰٫۰۰۱–۱۰۰۰ میکرومتر جریان تابشی خورشیدی                               | تابش‌سنجی خورشیدی                     | ویلسون، ریچارد سی. آزمایشگاه پیش‌رانش جت                                                                     |

## خرابی و تعمیر

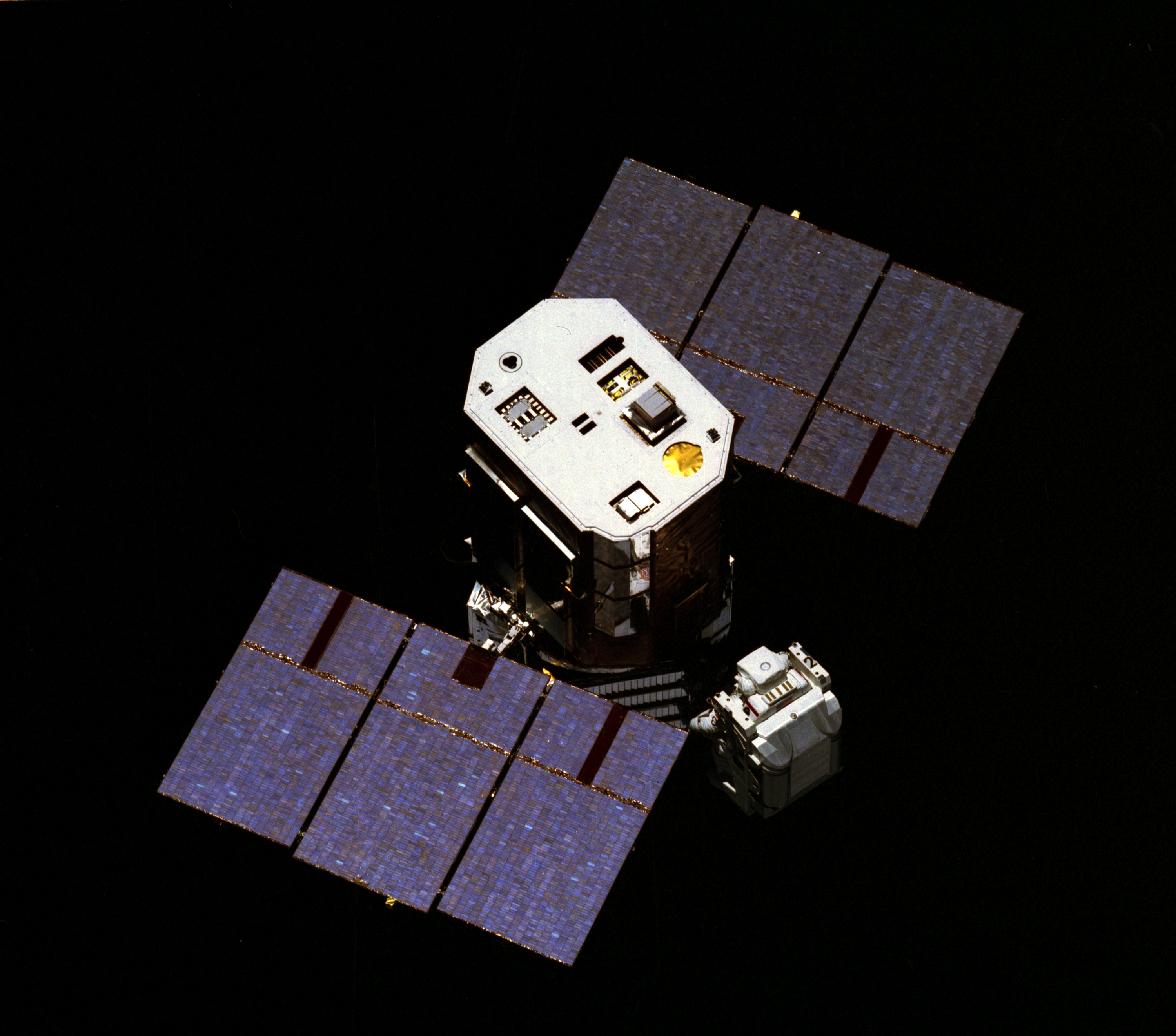
فضانورد جرج نلسن در تلاش برای گرفتن ماهواره مأموریت بیشینه خورشیدی در مأموریت اس‌تی‌اس-۴۱-سی.

تاج‌نگار/پولاریمتر (C/P) تصاویر نوری سفید تاج خورشیدی را به مدت شش ماه از مارس ۱۹۸۰ ثبت کرد تا این که در سپتامبر به دلیل خرابی الکترونیکی از کار افتاد.
در نوامبر ۱۹۸۰، دومین فیوز از چهار فیوز سیستم کنترل وضعیت فضاپیما SMM خراب شد که باعث شد این ماهواره برای حفظ وضعیت خود به مگنتورکرها متکی شود. در این حالت، تنها سه ابزار از هفت ابزار موجود قابل استفاده بودند، زیرا ابزارهای دیگر نیاز به تنظیم دقیق ماهواره در مقابل خورشید داشتند. استفاده از مگنتورکرهای ماهواره مانع از تثبیت وضعیت آن شد و باعث شد که ماهواره در اطراف وضعیت اسمی خود نسبت به خورشید «نوسان» کند. SMM به مدت ۳ سال در حالت آماده‌باش باقی ماند.
نخستین ماهواره بی‌سرنشین که در فضا تعمیر شد، سولارمکس به دلیل افزایش قابل‌توجه عمر مفیدش نسبت به فضاپیماهای مشابه، به لطف مداخله مستقیم یک مأموریت سرنشین‌دار فضایی، شناخته شده است. در طول مأموریت اس‌تی‌اس-۴۱-سی در آوریل ۱۹۸۴، شاتل فضایی چلنجر به سولارمکس نزدیک شد. فضانوردان جیمز فن هوفتن و جرج نلسن تلاش کردند تا با استفاده از واحد مانور سرنشین‌دار ماهواره را گرفته و به محفظه بار شاتل برای تعمیر و سرویس منتقل کنند. برنامه این بود که از یک دستگاه «گرفتن ماهواره» متصل به واحد مانور استفاده شود تا با گیره مخصوص (TPAD) ماهواره را بگیرند، سرعت چرخش آن را کاهش دهند و سپس آن را به محفظه بار شاتل منتقل کنند. اما سه تلاش برای گرفتن ماهواره با استفاده از TPAD شکست خورد زیرا گیره TPAD به دلیل وجود یک حلقه مزاحم بر روی ماهواره، که در نقشه‌های فنی آن مشخص نشده بود، قادر به قفل شدن نبود.
این موضوع به برنامه‌ای بداهه منجر شد که نزدیک بود مأموریت ماهواره را به پایان برساند. در این برنامه، فضانورد با دست یک آرایه خورشیدی را گرفت و تلاش کرد با فشار دادن پیشرانه‌های واحد مانور، چرخش ماهواره را کاهش دهد. اما این تلاش باعث افزایش سرعت چرخش در چندین محور شد؛ ماهواره از کنترل خارج شد و باتری‌های آن به سرعت تخلیه می‌شدند. مهندسان مرکز کنترل عملیات سولارمکس تمام سامانه‌های غیرضروری ماهواره را خاموش کردند و با اندکی شانس توانستند ماهواره را چند دقیقه پیش از خرابی کامل بازیابی کنند. سپس، مهندسان پشتیبانی زمینی ماهواره را پایدار کرده و سرعت چرخش آن را کاهش دادند تا با استفاده از کانادارم گرفته شود. این برنامه بسیار موفق‌تر بود. ماهواره با یکی از گیره‌های ویژه بازوی رباتیک تجهیز شده بود، که به بازو اجازه داد ماهواره را گرفته و آن را به محفظه بار شاتل منتقل کند.
در این مأموریت، کل ماژول سیستم کنترل وضعیت سولارمکس و ماژول الکترونیکی ابزار تاج‌نگار/پولاریمتر جایگزین شد و یک پوشش گازی بر روی پلی‌کروماتور پرتو ایکس نصب گردید. این کار موفقیت‌آمیز عمر ماهواره را پنج سال دیگر افزایش داد. این مأموریت در فیلم آی‌مکس سال ۱۹۸۵ با نام رؤیای زنده است به تصویر کشیده شده است.

## کشف دنباله‌دارها
۱۰ دنباله‌دار از تصاویر سولارمکس کشف شد که همگی متعلق به گروه کروز سانگریزر هستند.
| نام‌گذاری                | نام جایگزین | تاریخ مشاهده    | کاشف                       | منبع          |
| ----------------------- | ----------- | --------------- | -------------------------- | ------------- |
| C/1987 T2 (سولارمکس-۱)  | -           | ۵ اکتبر ۱۹۸۷    | او.سی. سنت سیر             | [ ۶ ]         |
| C/1987 U4 (سولارمکس-۲)  | -           | ۱۷ اکتبر ۱۹۸۷   | او.سی. سنت سیر             | [ ۷ ]         |
| C/1988 M1 (سولارمکس-۳)  | 1988l       | ۲۷ ژوئن ۱۹۸۸    | او.سی. سنت سیر             | [ ۸ ]         |
| C/1988 Q1 (سولارمکس-۴)  | 1988m       | ۲۱ اوت ۱۹۸۸     | د. کوبی سی. وو             | [ ۹ ]         |
| C/1988 T1 (سولارمکس-۵)  | 1988n       | ۱۱ اکتبر ۱۹۸۸   | او.سی. سنت سیر             | [ ۱۰ ] [ ۱۱ ] |
| C/1988 U1 (سولارمکس-۷)  | 1988q       | ۲۴ اکتبر ۱۹۸۸   | ا.ال. استنجر               | [ ۱۲ ] [ ۱۳ ] |
| C/1988 W1 (سولارمکس-۶)  | 1988p       | ۱۸ نوامبر ۱۹۸۸  | او.سی. سنت سیر             | [ ۱۴ ] [ ۱۵ ] |
| C/1989 L1 (سولارمکس-۸)  | 1989m       | ۲ ژوئن ۱۹۸۹     | او.سی. سنت سیر د. ال. کوبی | [ ۱۶ ] [ ۱۷ ] |
| C/1989 N3 (سولارمکس-۹)  | 1989q       | ۸ ژوئیه ۱۹۸۹    | او.سی. سنت سیر             | [ ۱۸ ] [ ۱۹ ] |
| C/1989 S1 (سولارمکس-۱۰) | 1989x       | ۲۸ سپتامبر ۱۹۸۹ | او.سی. سنت سیر             | [ ۲۰ ] [ ۲۱ ] |

## یافته‌ها

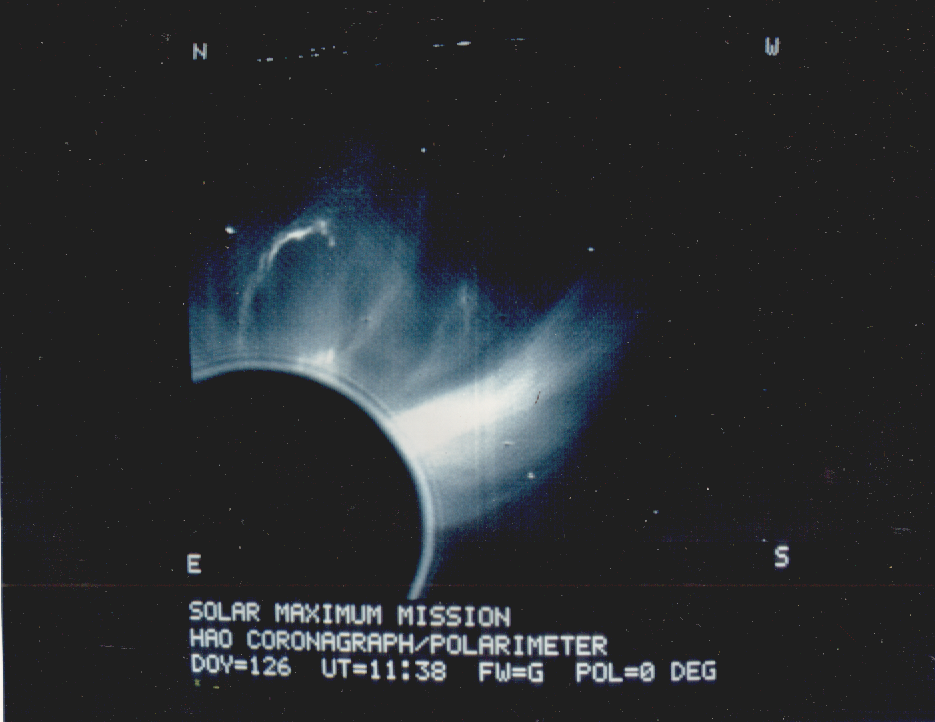
نمایی از یک انتقال تاجی توسط سولارمکس در ۵ مه ۱۹۸۰.

به‌طور قابل‌توجهی، بسته ابزار ACRIM سولارمکس نشان داد که برخلاف انتظارات، خورشید در زمان بیشینه لکه خورشیدی (وقتی تعداد بیشترین لکه‌های خورشیدی ظاهر می‌شوند) درخشان‌تر است. دلیل این موضوع وجود ویژگی‌های روشن به نام فاکولای خورشیدی در اطراف لکه‌های خورشیدی است که اثر تاریک شدن ناشی از لکه خورشیدی را خنثی می‌کنند.
یافته‌های علمی اصلی سولارمکس در چندین مقاله مرور در یک تک‌نگاشت ارائه شده است.

## پایان مأموریت
مدار سولارمکس به‌تدریج به دلیل مقاومت جو کاهش یافت و آن را به لایه‌های متراکم‌تر برد. گزارش شده که طوفان ژئومغناطیسی مارس ۱۹۸۹ باعث شد سولارمکس نیم کیلومتر در آغاز طوفان و پنج کیلومتر در طول کل دوره کاهش ارتفاع پیدا کند. این ماهواره سرانجام در ۱۷ نوامبر ۱۹۸۹ کنترل وضعیت خود را از دست داد و ورود مجدد و سوختن آن در ۲ دسامبر ۱۹۸۹ بر فراز اقیانوس هند رخ داد.